# Potion

Le Philtre d'amour, par Evelyn De Morgan (1903).

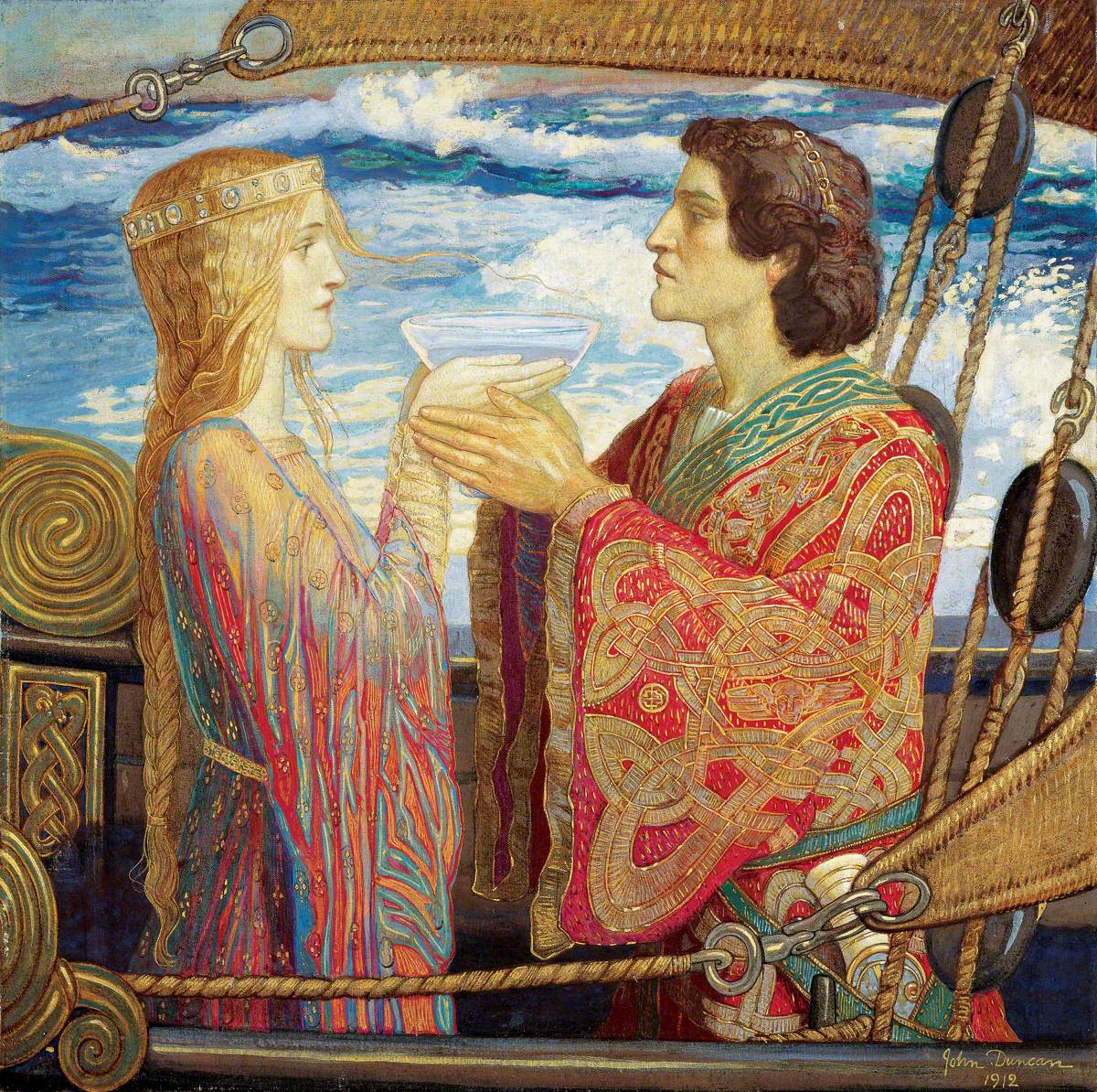
Philtre d'amour de la légende du roman de chevalerie de Tristan et Iseut

Une potion (du latin potio, boisson, breuvage) est une préparation liquide destinée à être bue, variante des philtres, élixir (alchimie), et élixir (pharmacie), aux effets entre autres médicamenteux, stupéfiant, psychotrope, toxique, magique, ou envoûtant...

## Histoire
La préparation de potions remonte probablement aux origines de l'humanité et de l'histoire de l'art culinaire, avec la cueillette, la consommation, et l'étude de l'effet des plantes et autres ingrédients par les guérisseurs-chamans de la période des chasseurs-cueilleurs de la Préhistoire (à base entre autres de tisane, infusion, thé, fermentation, décoction, macération...).

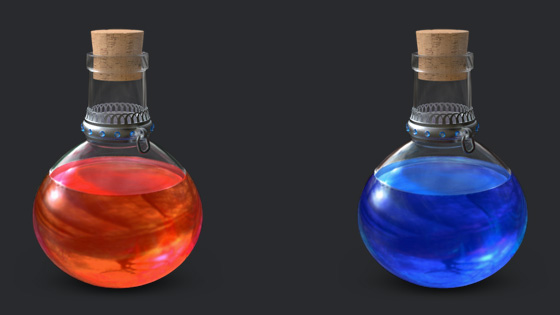
Fioles de potions
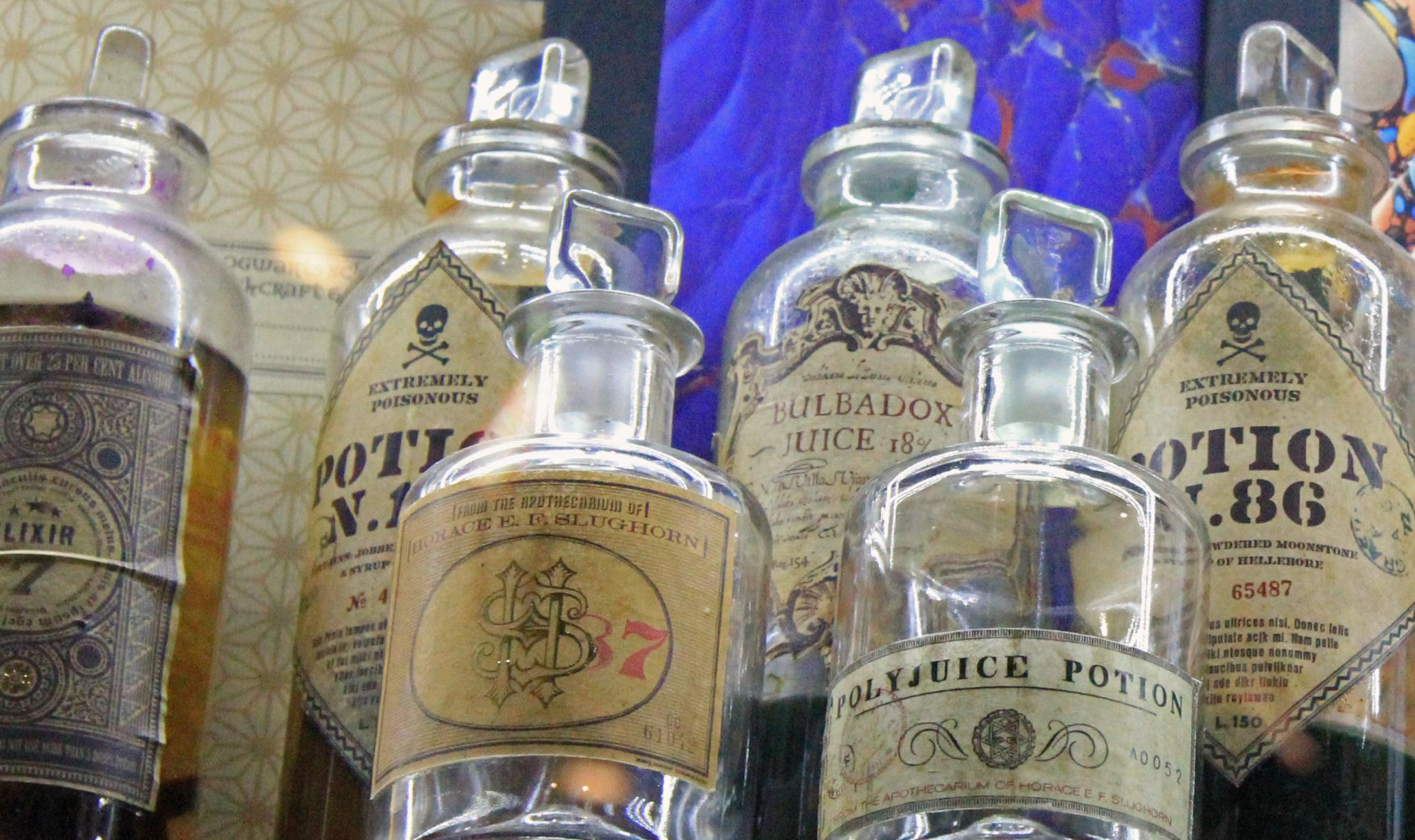
Musée Harry Potter de Londres

Cette discipline se développe entre autres avec les druides celtes en Europe, puis par les sorciers, alchimistes, et apothicaires de l'Antiquité et du Moyen Âge (avec entre autres les simples médecines à base de plantes officinales, plantes médicinales de jardin médicinal, et plante magique), puis par les chimistes et pharmaciens (médicaments) de l'époque moderne et époque contemporaine...

## Quelques potions fictives célèbres
Ce terme est généralement associé de nos jours aux charlatans (ésotérisme, occultisme, escroquerie) ou au monde humoristique fantastique et merveilleux de magie et sorcellerie, irréel, imaginaire, et fictif, des conte merveilleux, roman, cinéma, jeu de rôle, et jeu vidéo...
- Les potions sont courantes dans la mythologie de l'antiquité.
- Philtre d'amour : à base d’ingrédients aphrodisiaques, pour faire tomber amoureux deux personnes qui la boive (dont Tristan et Iseut...)
- Panacée : déesse de la mythologie grecque, qui prodigue des remèdes par les plantes, et remède mythique efficace contre un grand nombre de maladies.
- Potion magique gauloise du druide Panoramix, de la bande dessinée Astérix : célèbre breuvage qui décuple les forces de ceux qui le boivent.

Quelques décors moyenâgeux de cinéma de laboratoires à potions
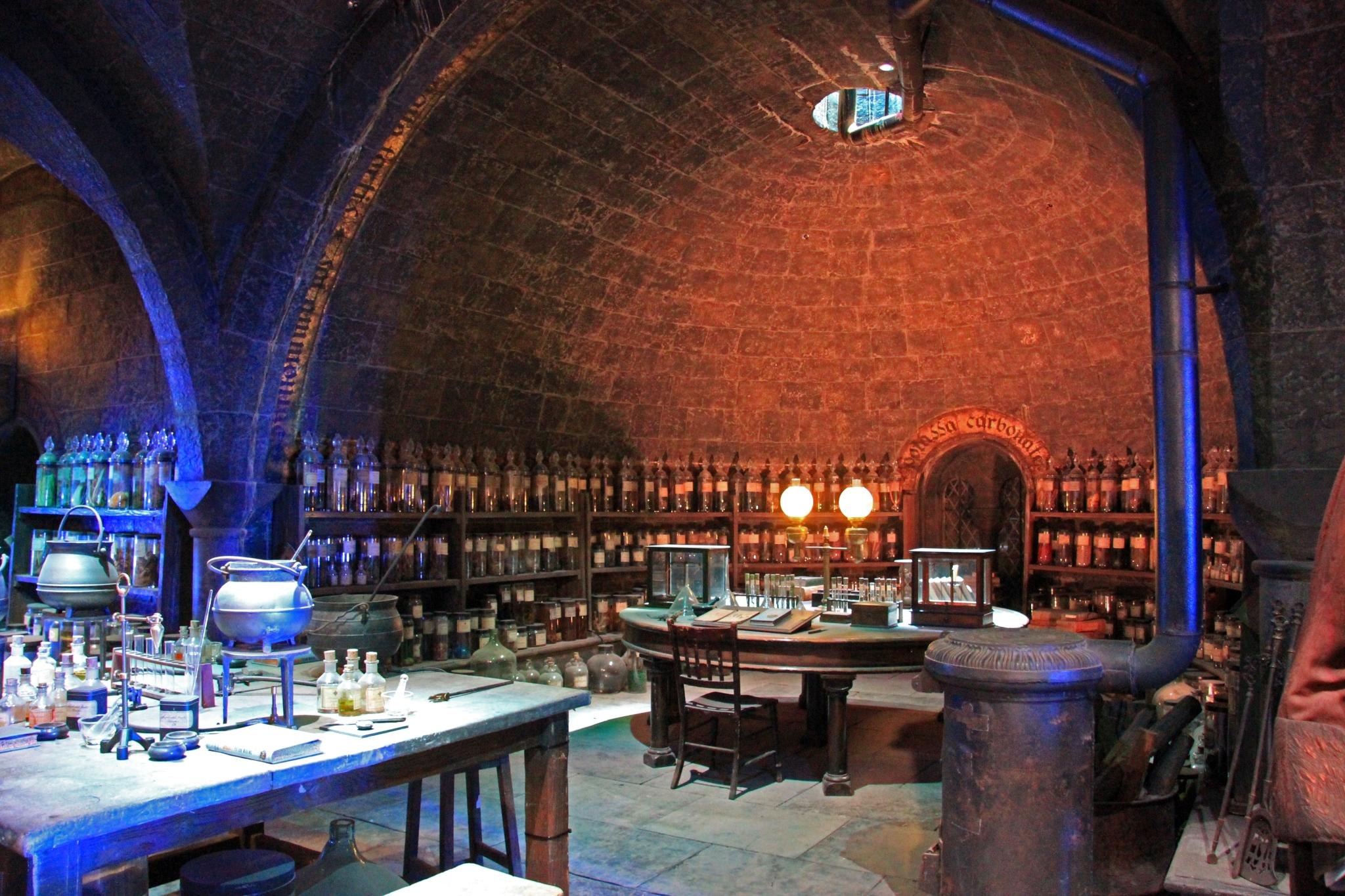
Musée Harry Potter de Londres
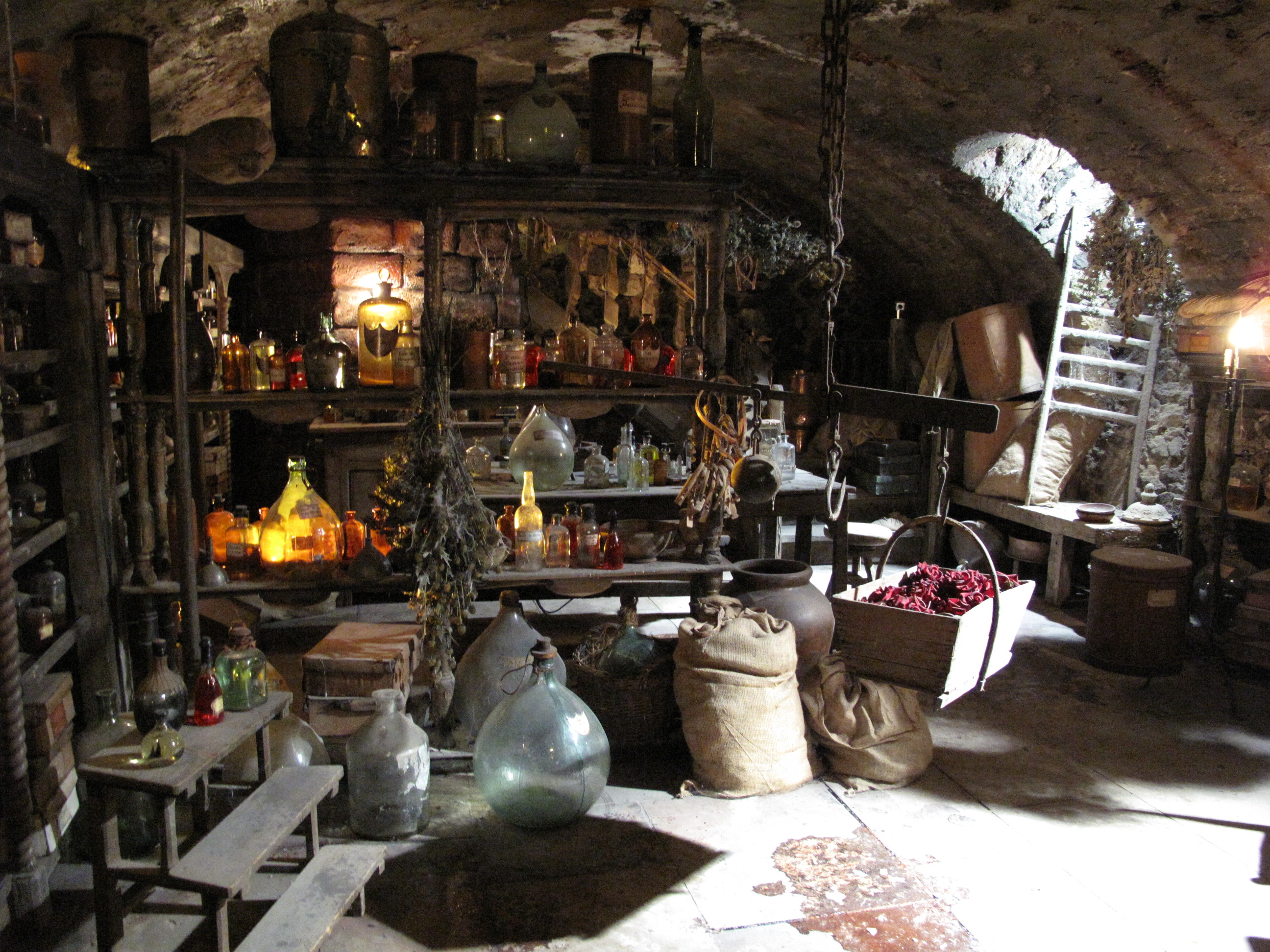
Musée Miniature et Cinéma de Lyon
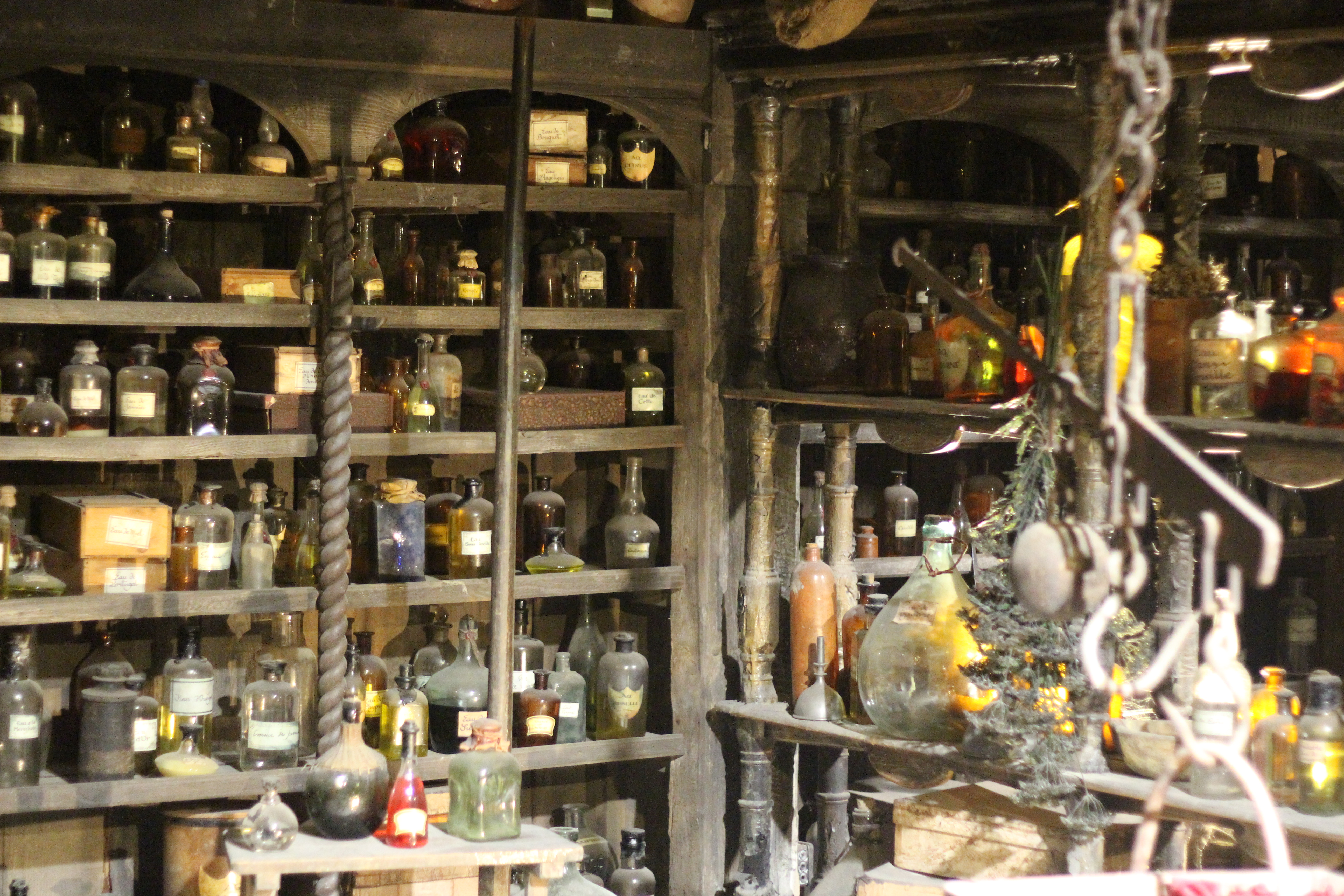
Musée Miniature et Cinéma de Lyon

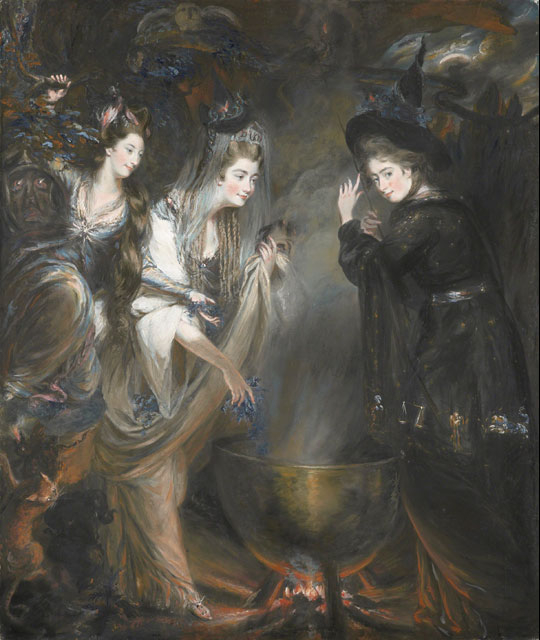
Potion et chaudron des trois sorcières de Macbeth, de William Shakespeare, National Portrait Gallery de Londres, 1775

- Élixir de longue vie, et or potable : Grand œuvre ésotérique et alchimique de l'Antiquité et du Moyen Âge.
- Sorcières : ont le pouvoir de se métamorphoser grâce à des potions magiques « dans le chaudron bous et cuis, filet de couleuvre de marais, œil de salamandre, orteil de grenouille, poil de chauve-souris et langue de chien, langue fourchue de vipère, dard de reptile aveugle, patte de lézard, aile de hibou..., pour faire un charme puissant et trouble, bouillez et écumez comme une soupe en enfer... ».
- Roméo et Juliette, de William Shakespeare, Juliette boit une potion qui la fait passer pour morte. Roméo qui la croit morte met alors fin à ses jours, suivi de Juliette qui le rejoint dans l'éternité.
- L'Étrange Cas du docteur Jekyll et de M. Hyde, de Robert Louis Stevenson, le docteur Jekyll expérimente une potion qui le transforme en Mister Hyde.
- Blanche-Neige, de Walt Disney, empoisonnée par une pomme empoissée par une potion toxique de sorcière, puis réveillée par un baiser de son prince charmant
- Les Visiteurs (série de films), de Jean-Marie Poiré : le mage enchanteur Eusæbius du XIIe siècle, associe une potion magique de son grimoire (à base entre autres de venin de vipère, de poudre de limace, et d'œufs de caille..., avec un aspect verdâtre, bouillonnant, et fumant, au goût de « fiente de porc » d’après Jacquouille)[2] à la formule magique latine de sorcellerie  « Per Horus et per Ra et per Sol Invictus duceres » pour voyager dans le temps à travers les couloirs du temps[3]
- Harry Potter (1997-2007), dans cette saga littéraire et cinématographique, la préparation de potions est une des matières enseignées à l'école de magie et de sorcellerie de Poudlard, par les professeurs Severus Rogue, puis Horace Slughorn à partir du sixième opus de la série Harry Potter et le Prince de sang-mêlé.

Quelques potion et ingrédients de potions magiques humoristiques
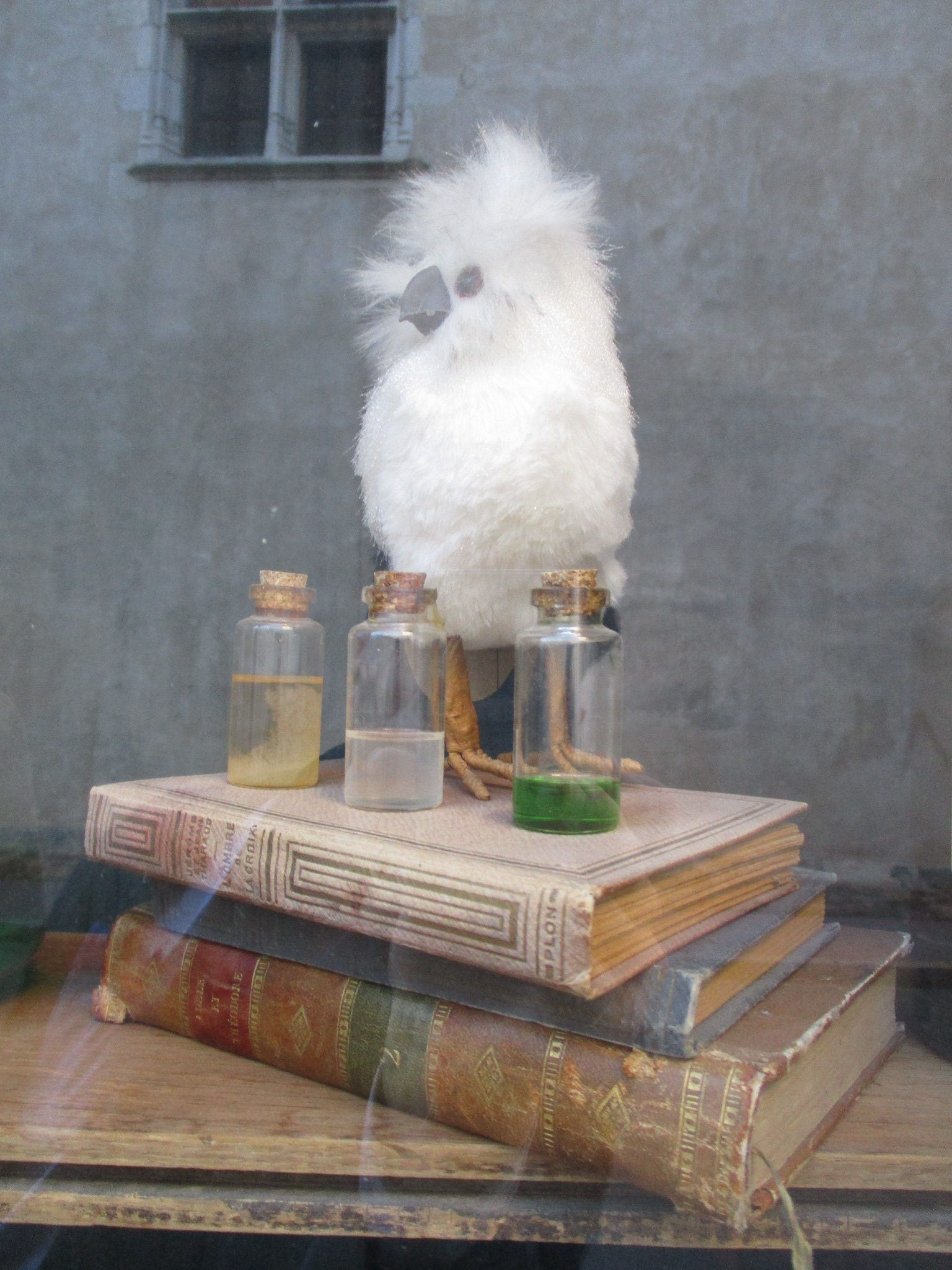
Potions et vieux grimoires
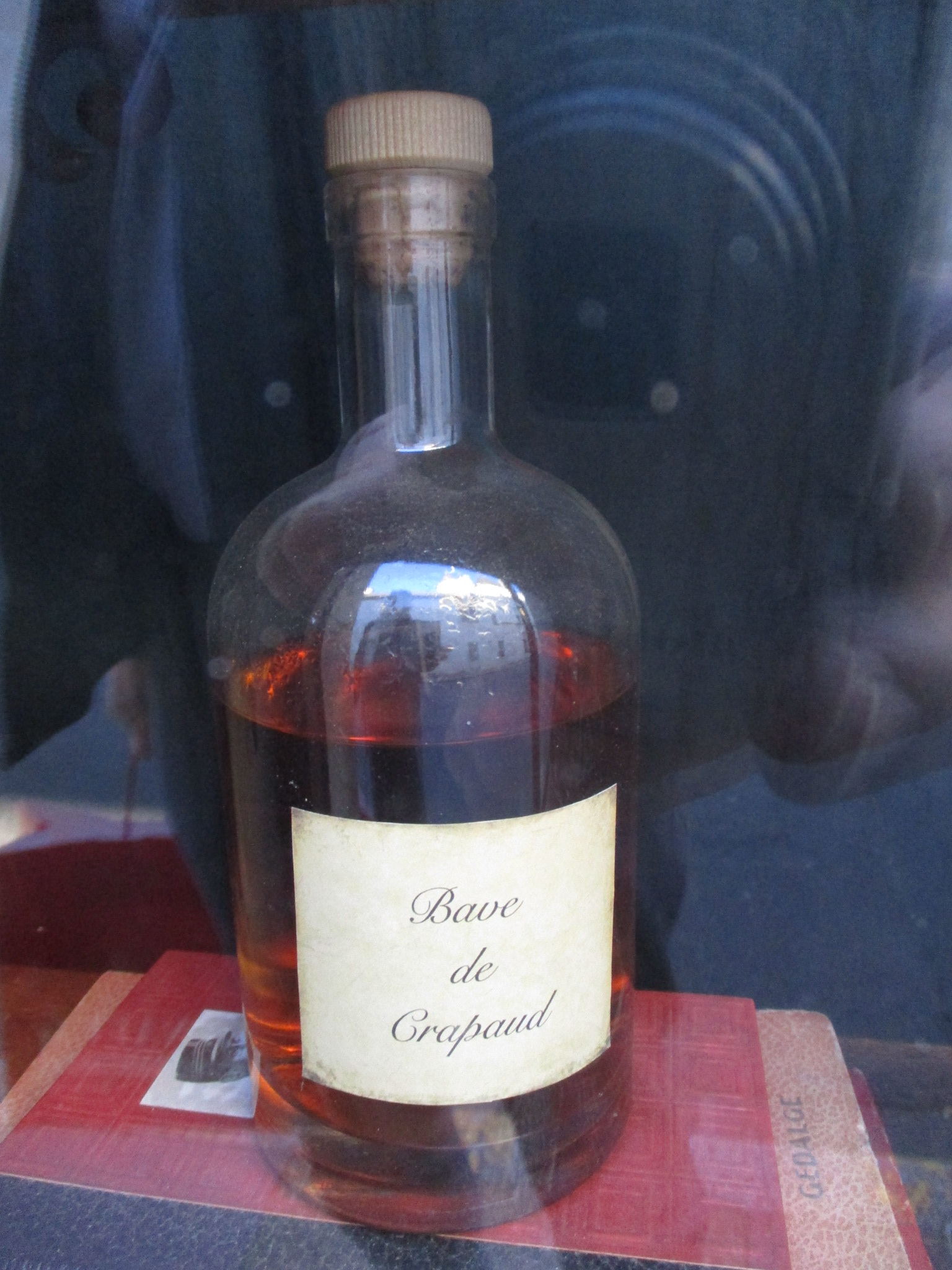
Bave de crapaud
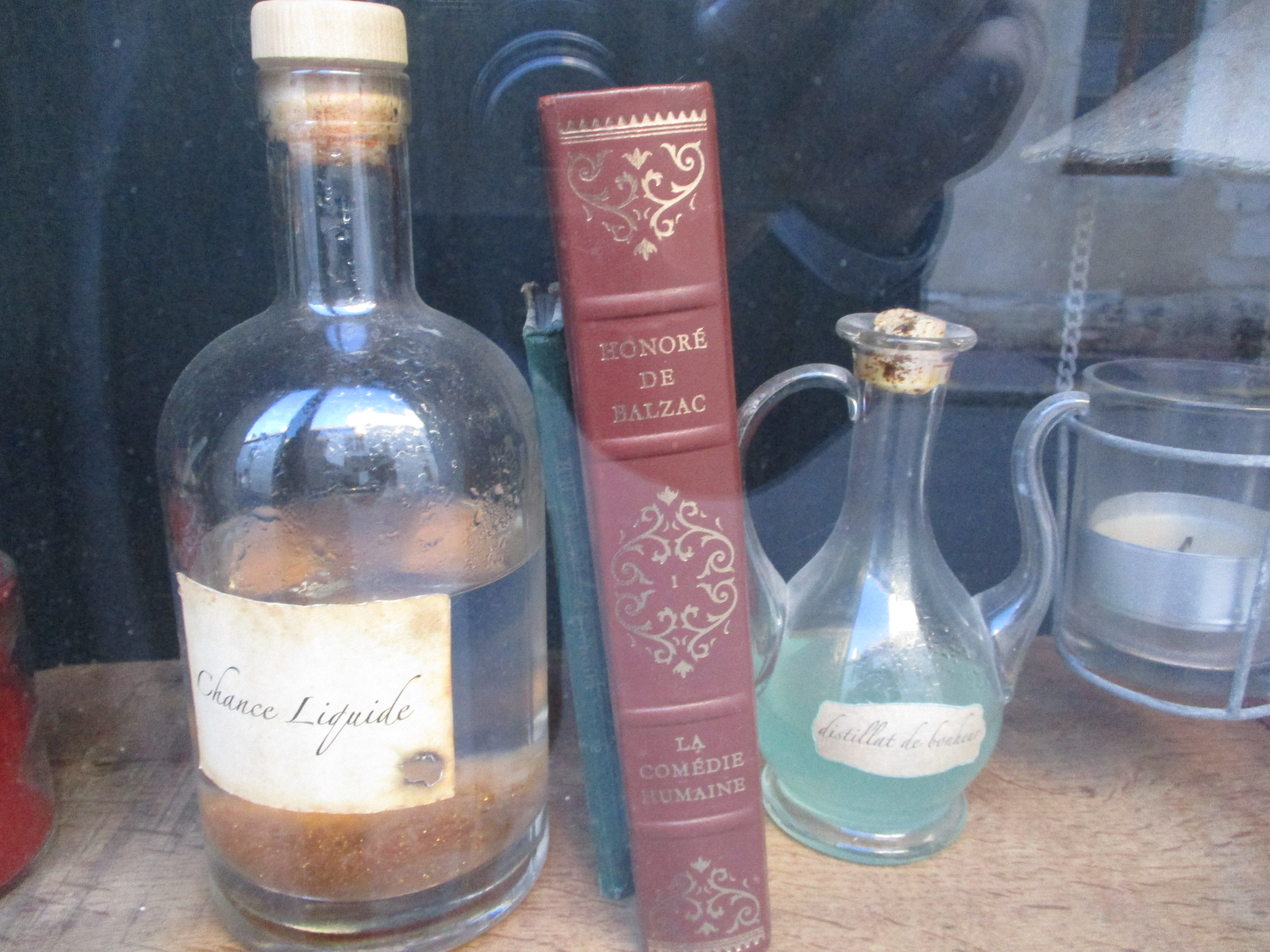
Chance liquide et distillat de Bonheur
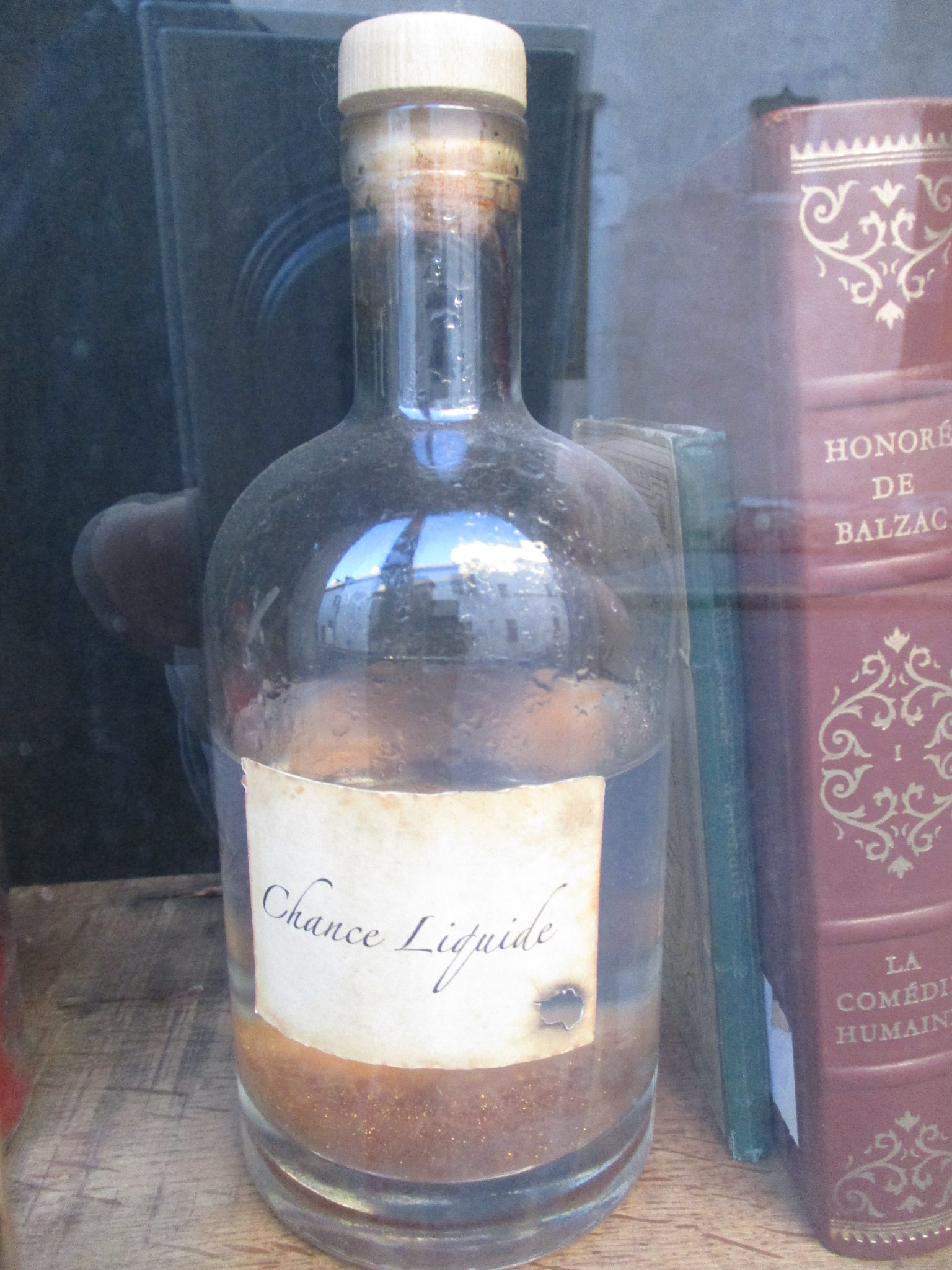
Chance liquide
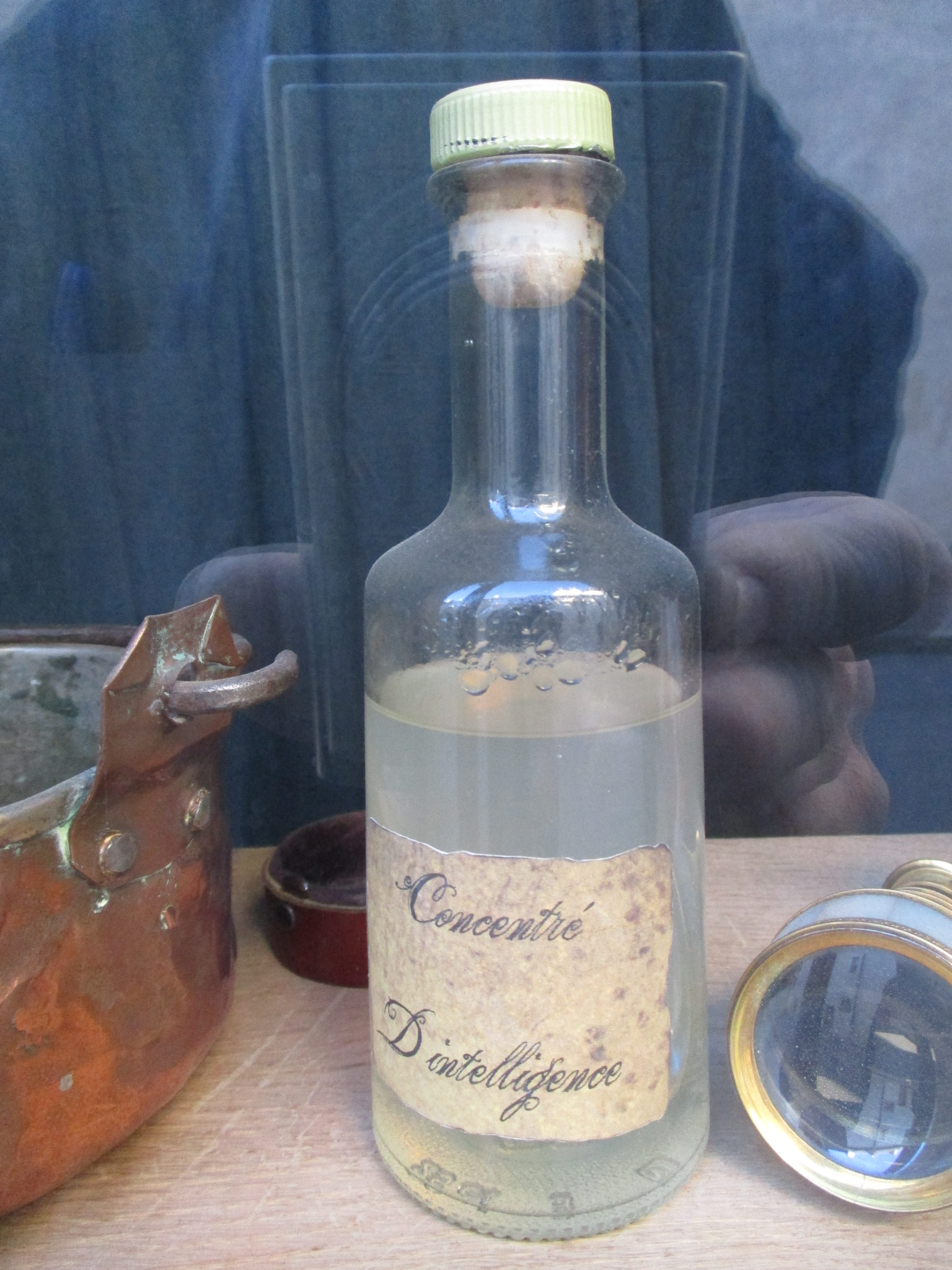
Concentré d'Intelligence
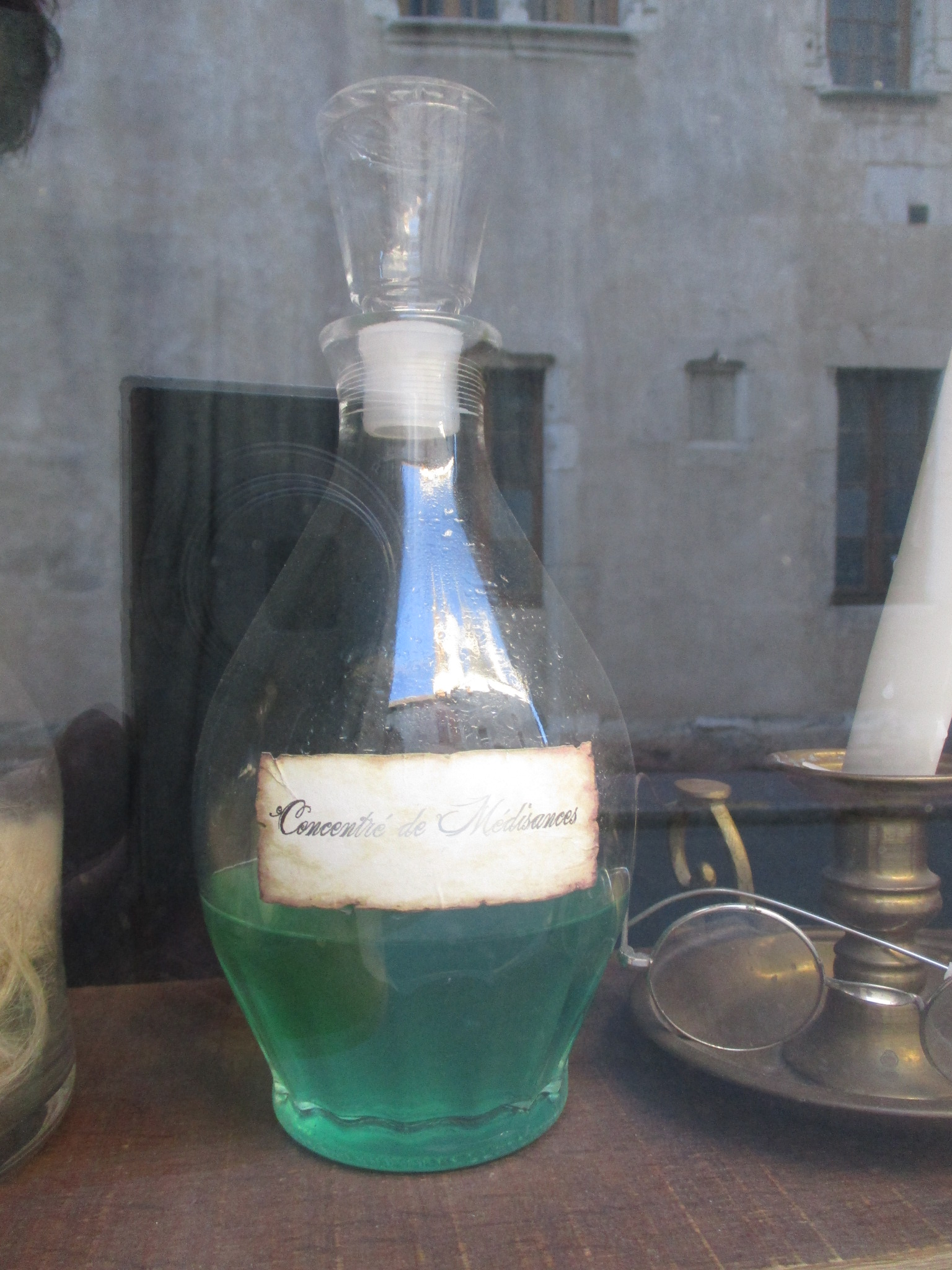
Concentré de Médisances
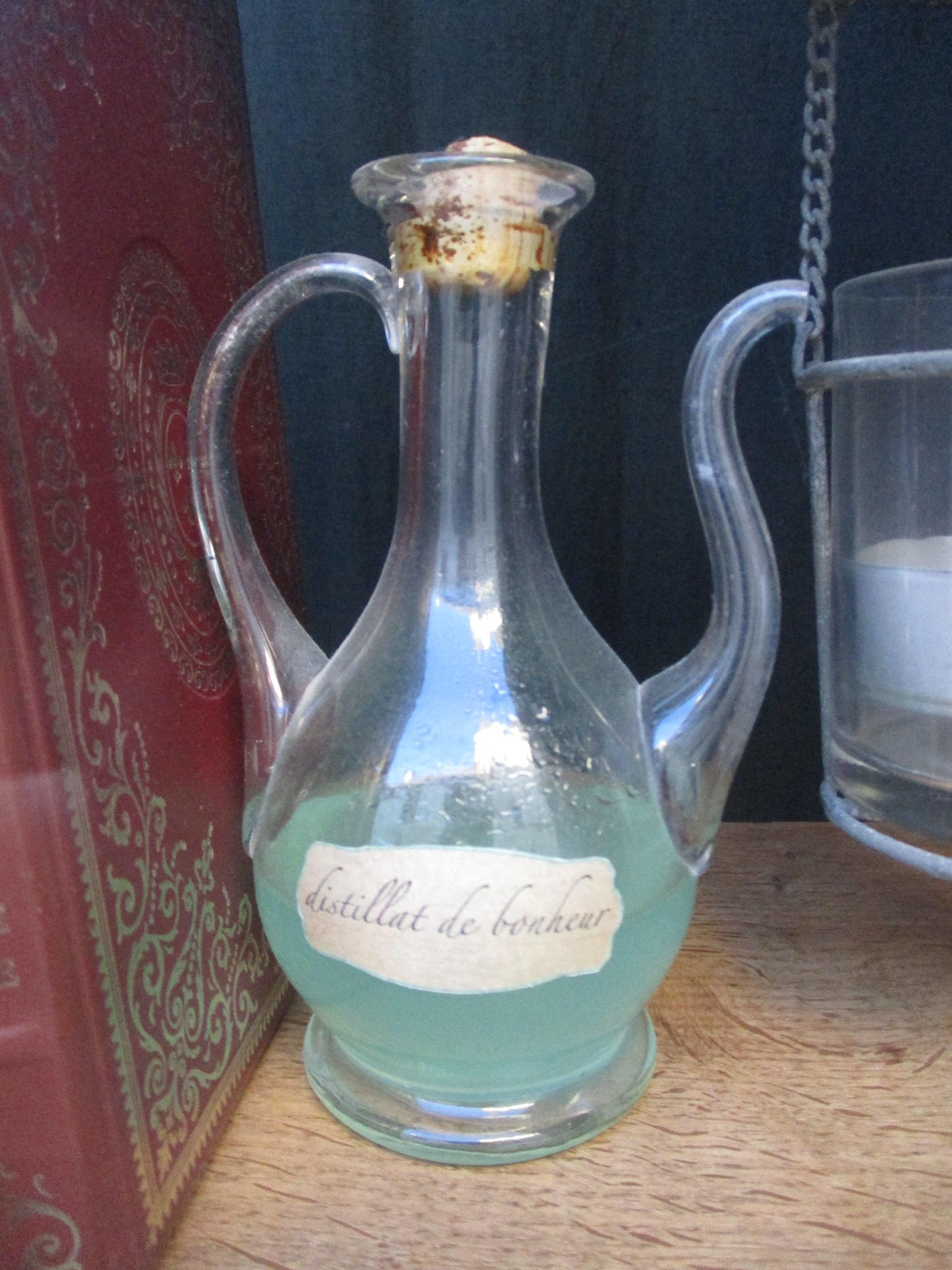
Distillat de Bonheur
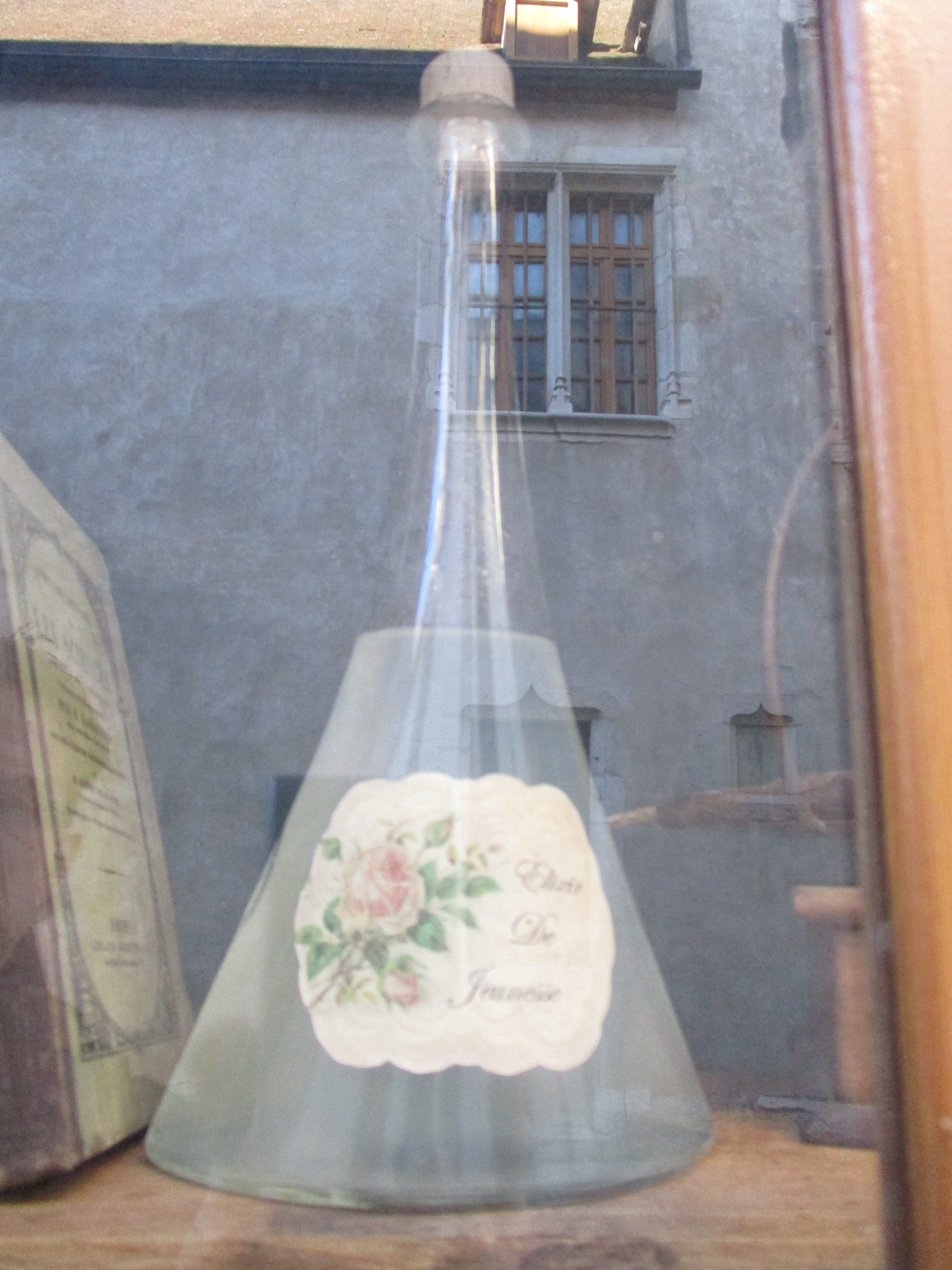
Elixir de Jouvence
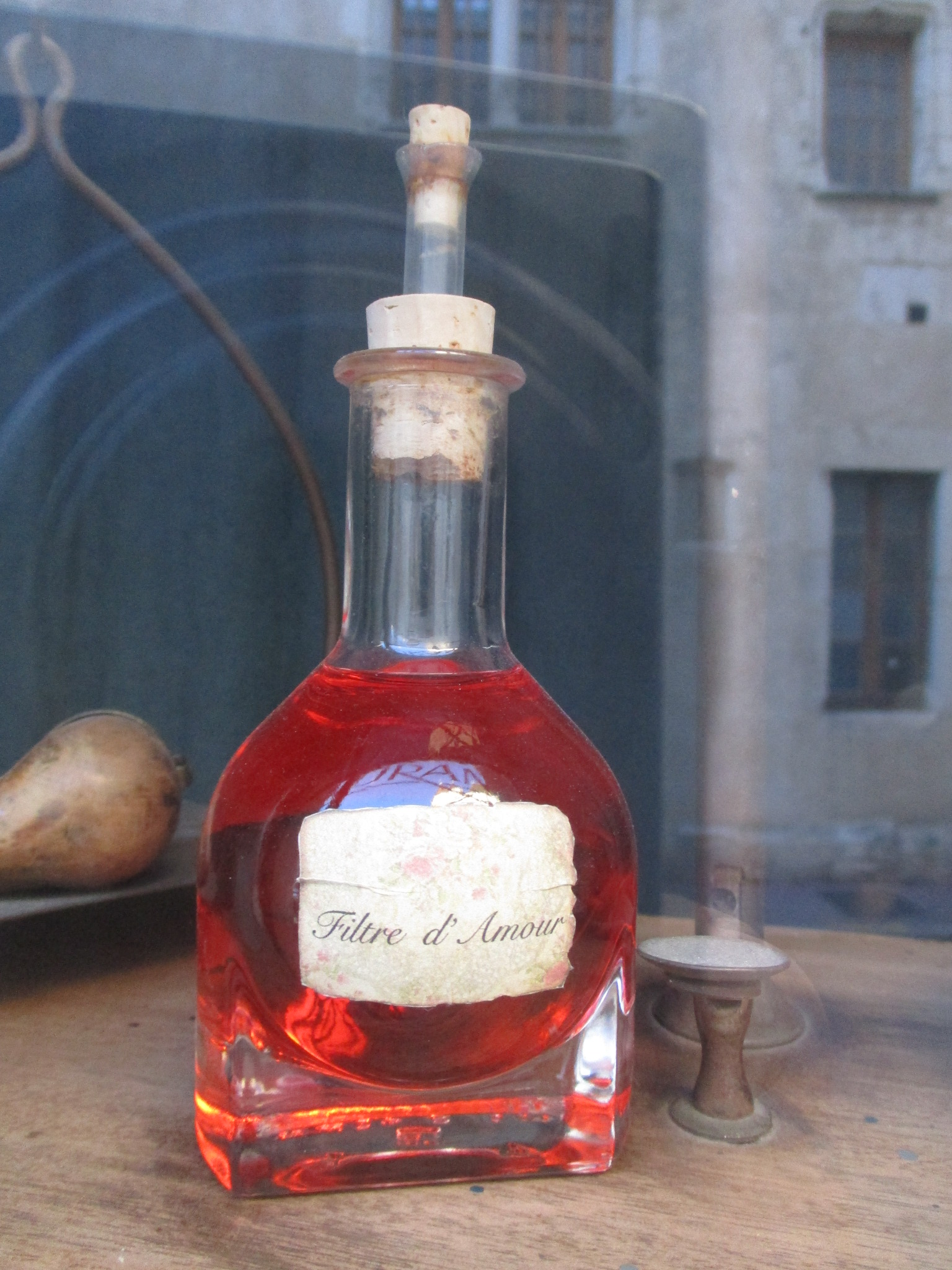
Philtre d'Amour
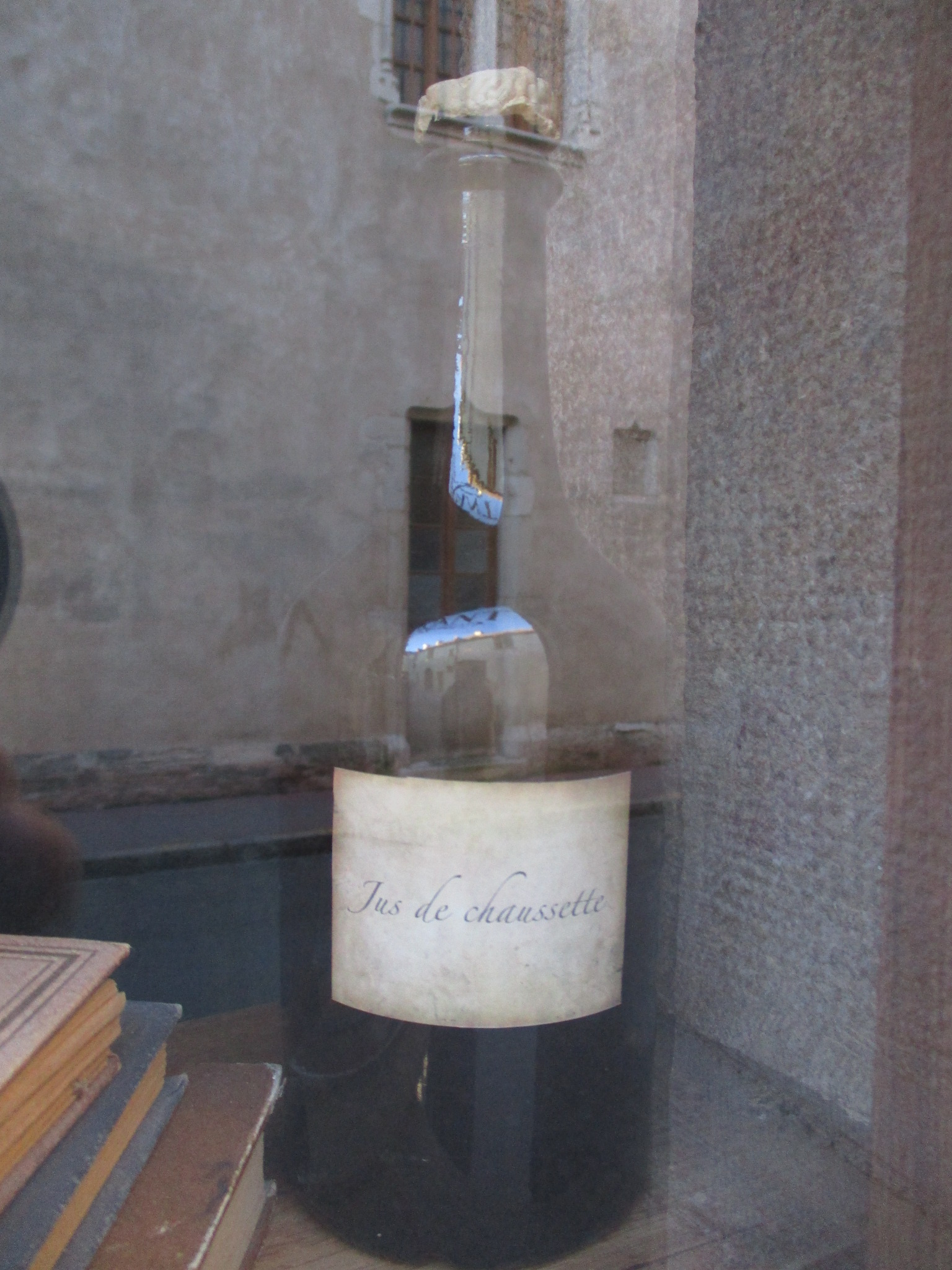
Jus de chaussette
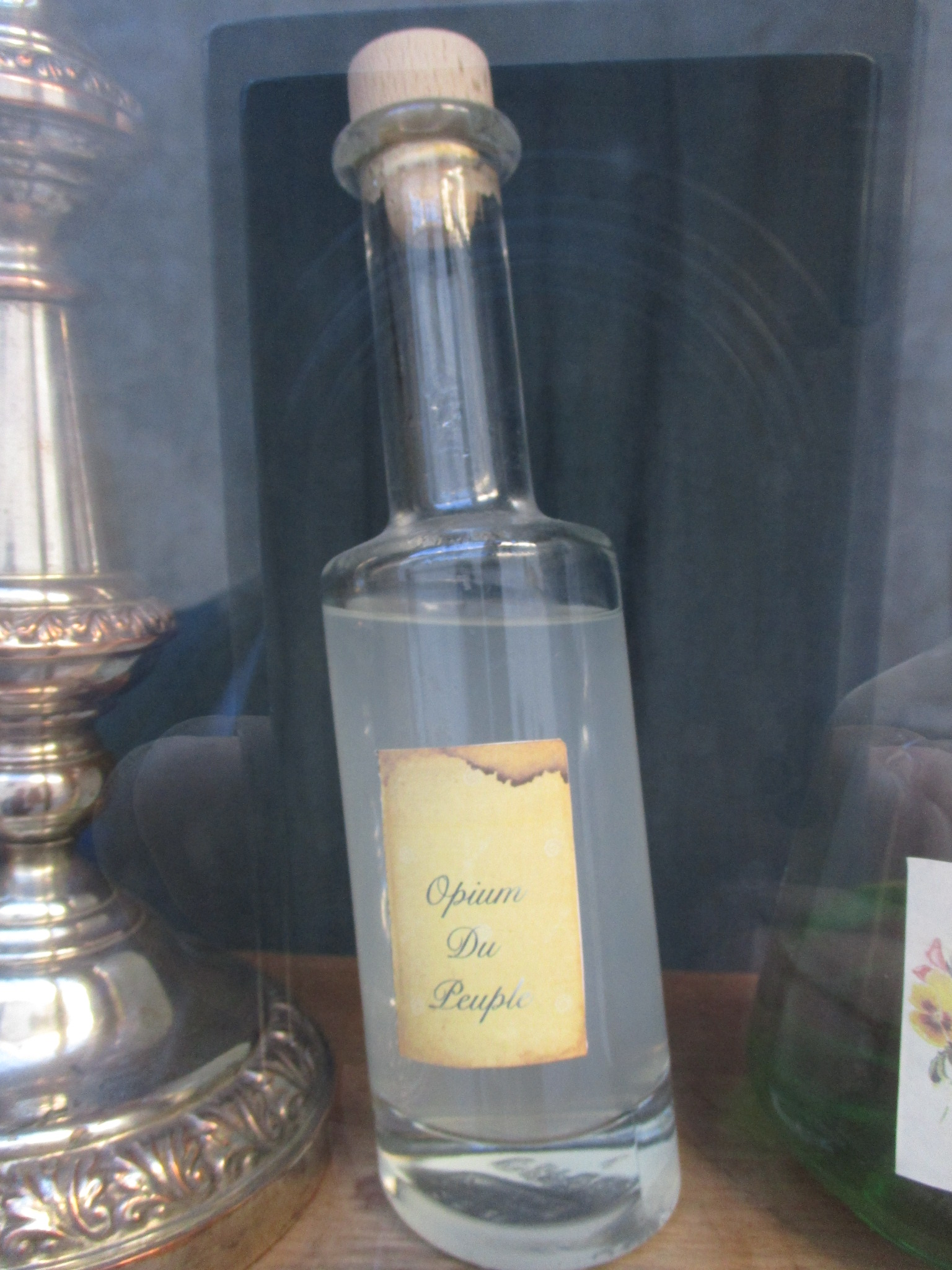
Opium du Peuple
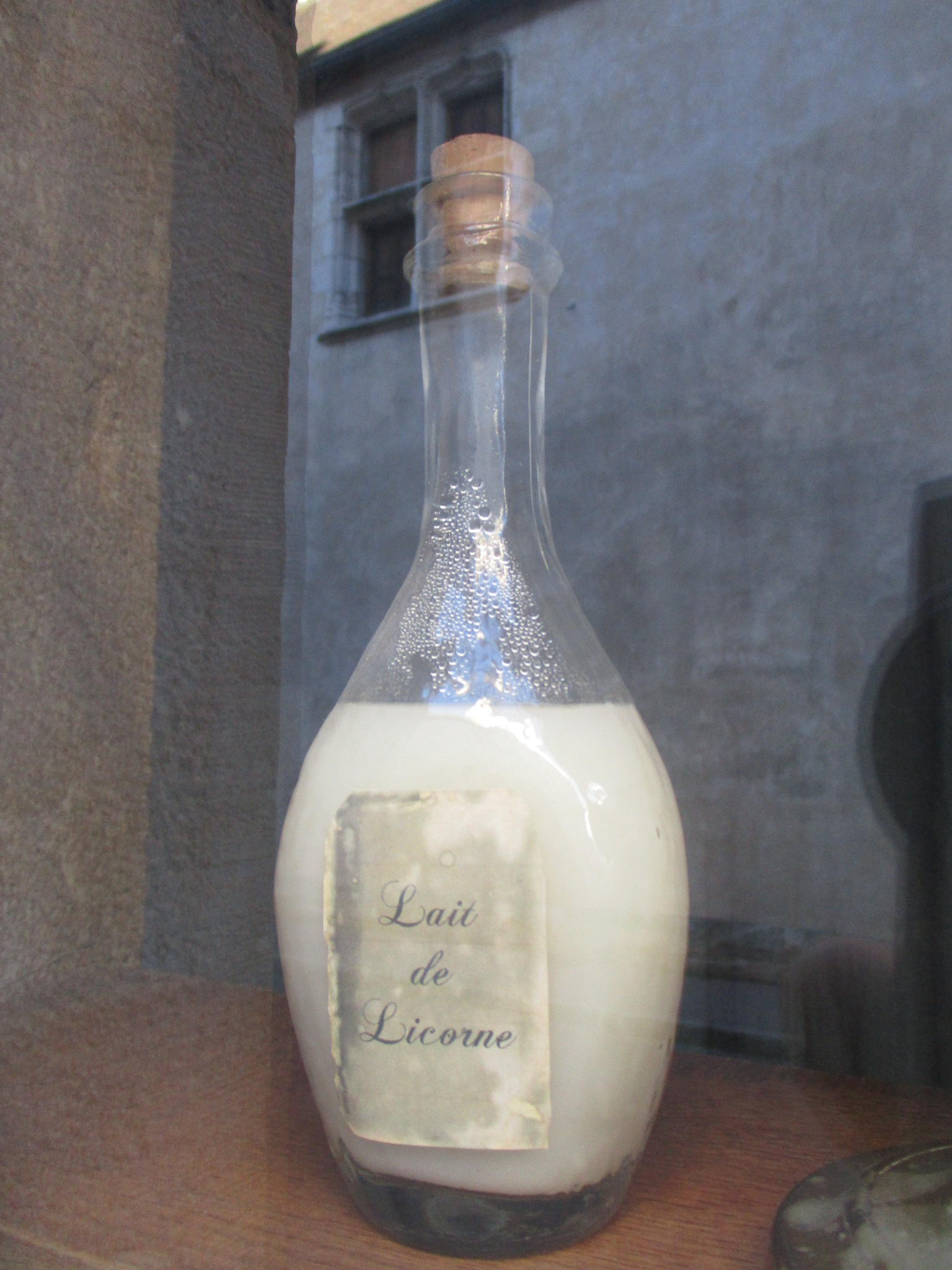
Lait de Licorne
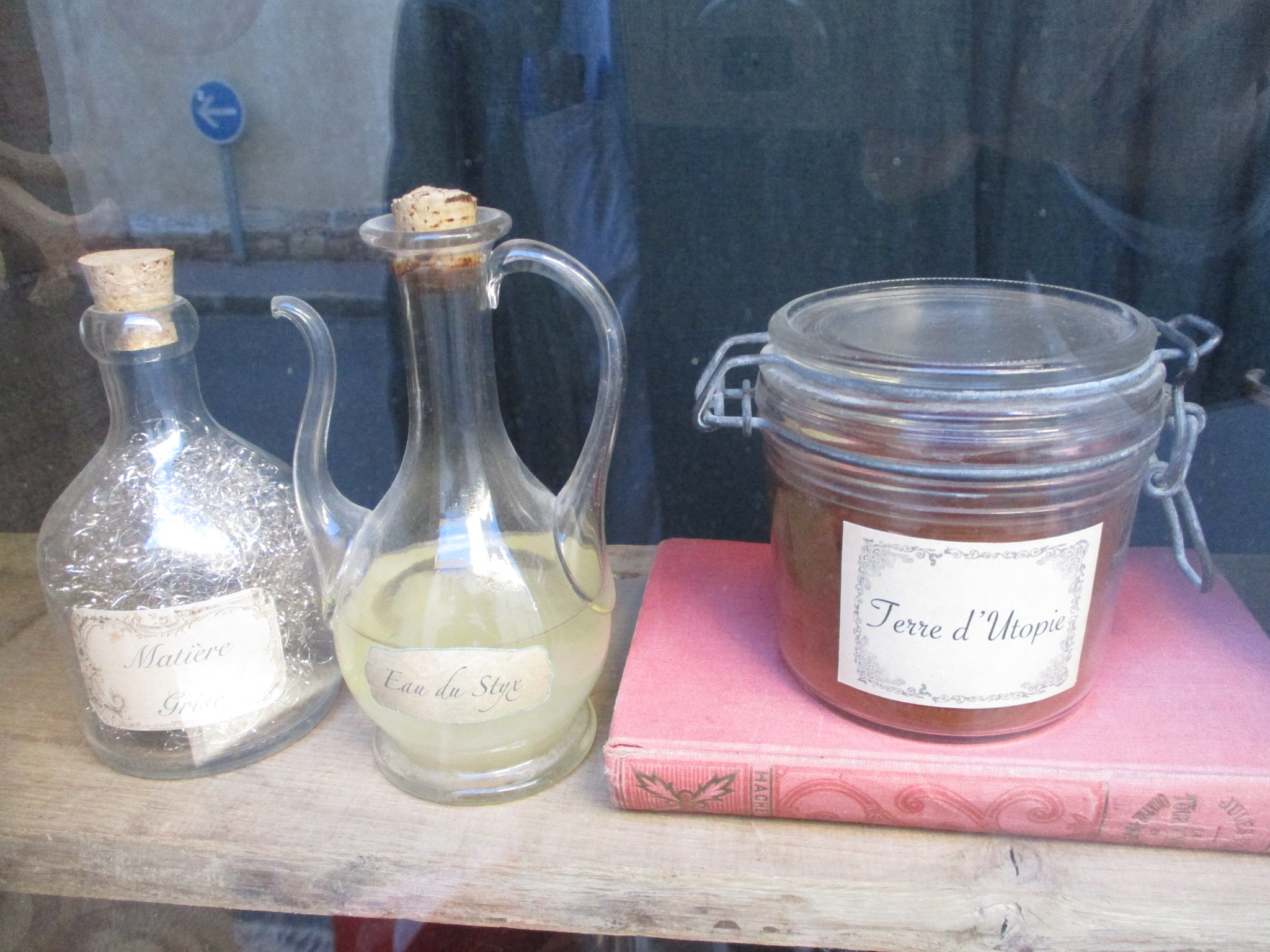
Matière Grise, Eau du Styx, et Terre d'Utopie
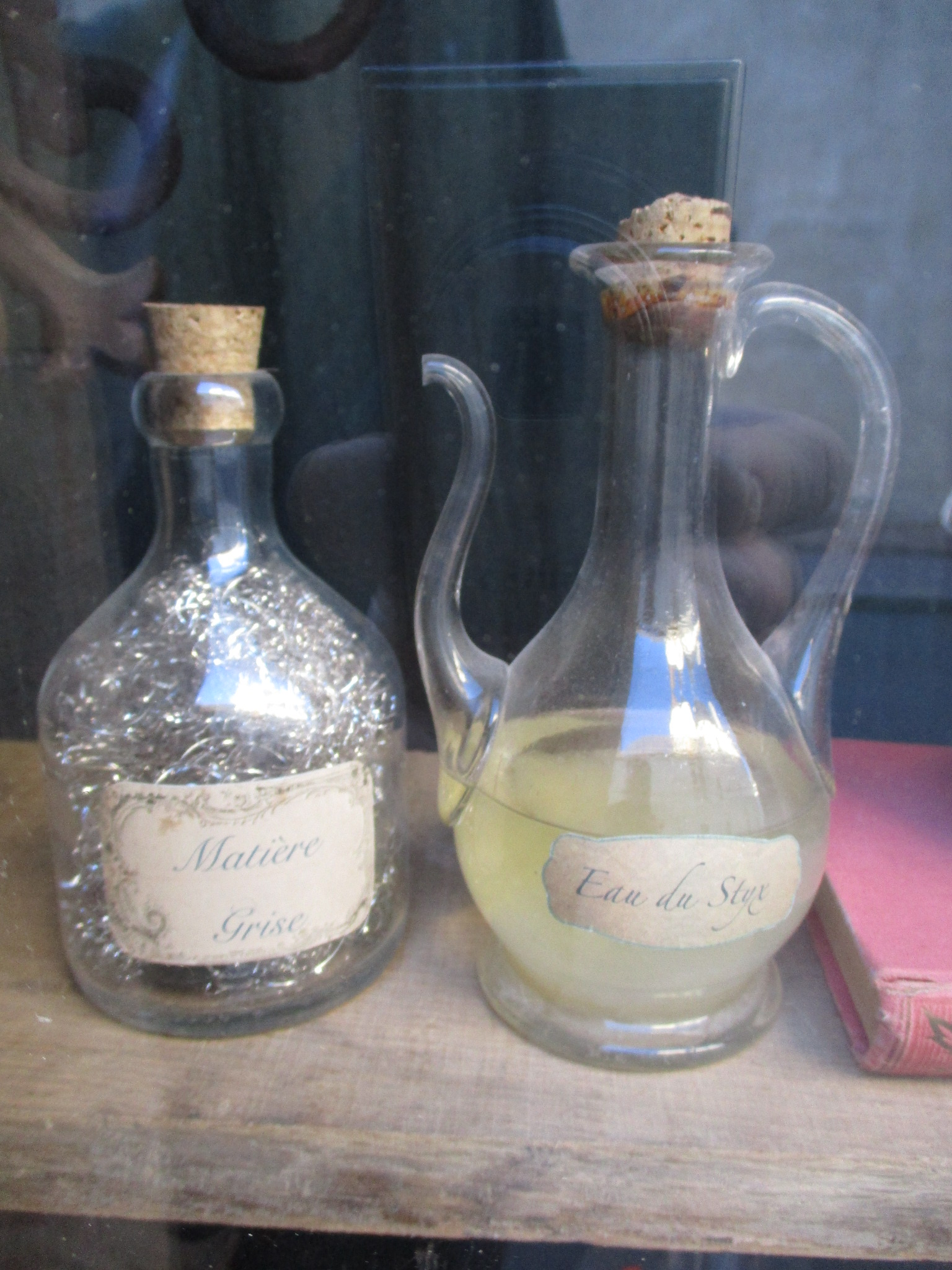
Matière Grise, et Eau du Styx
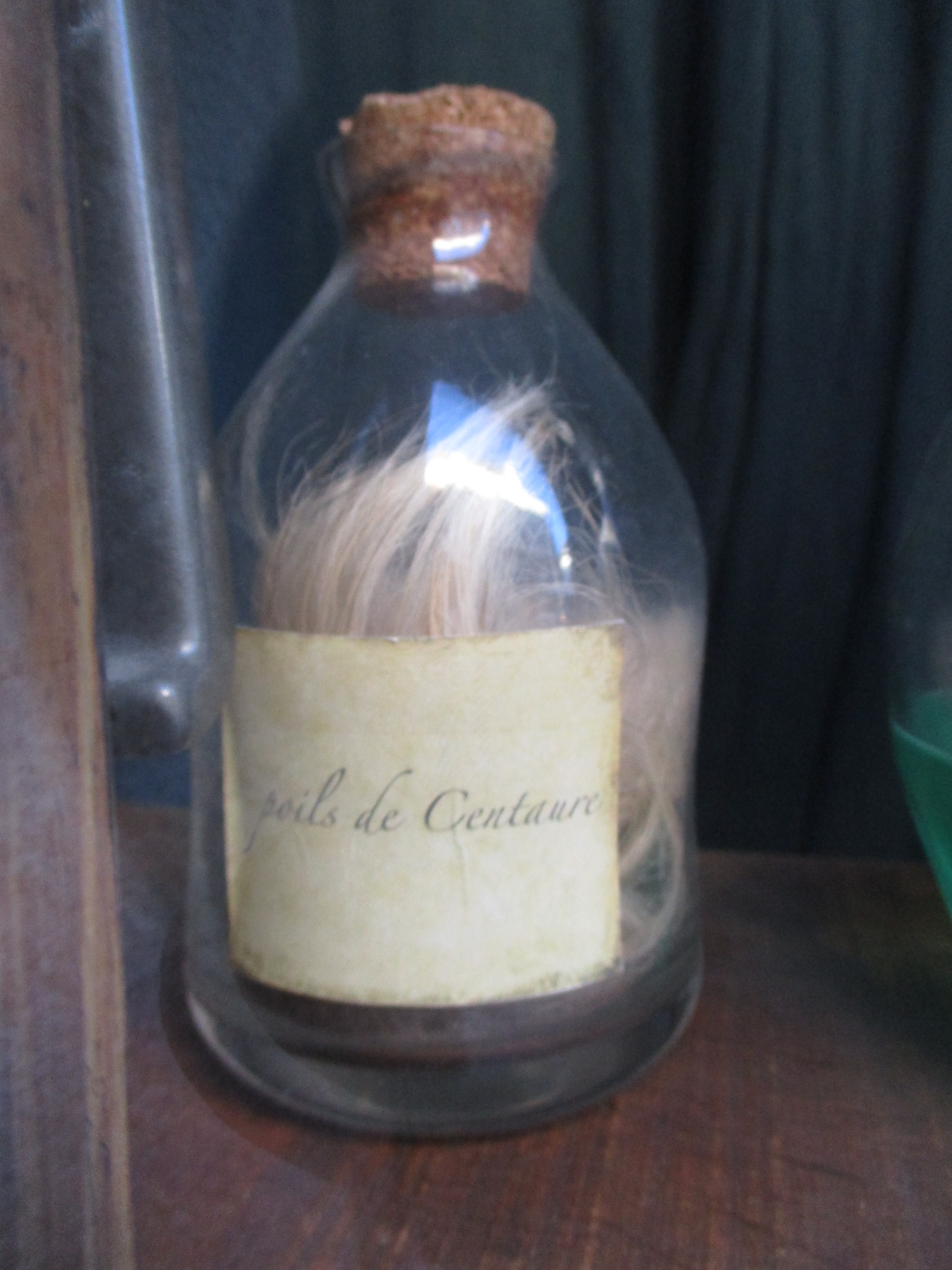
Poils de Centaure
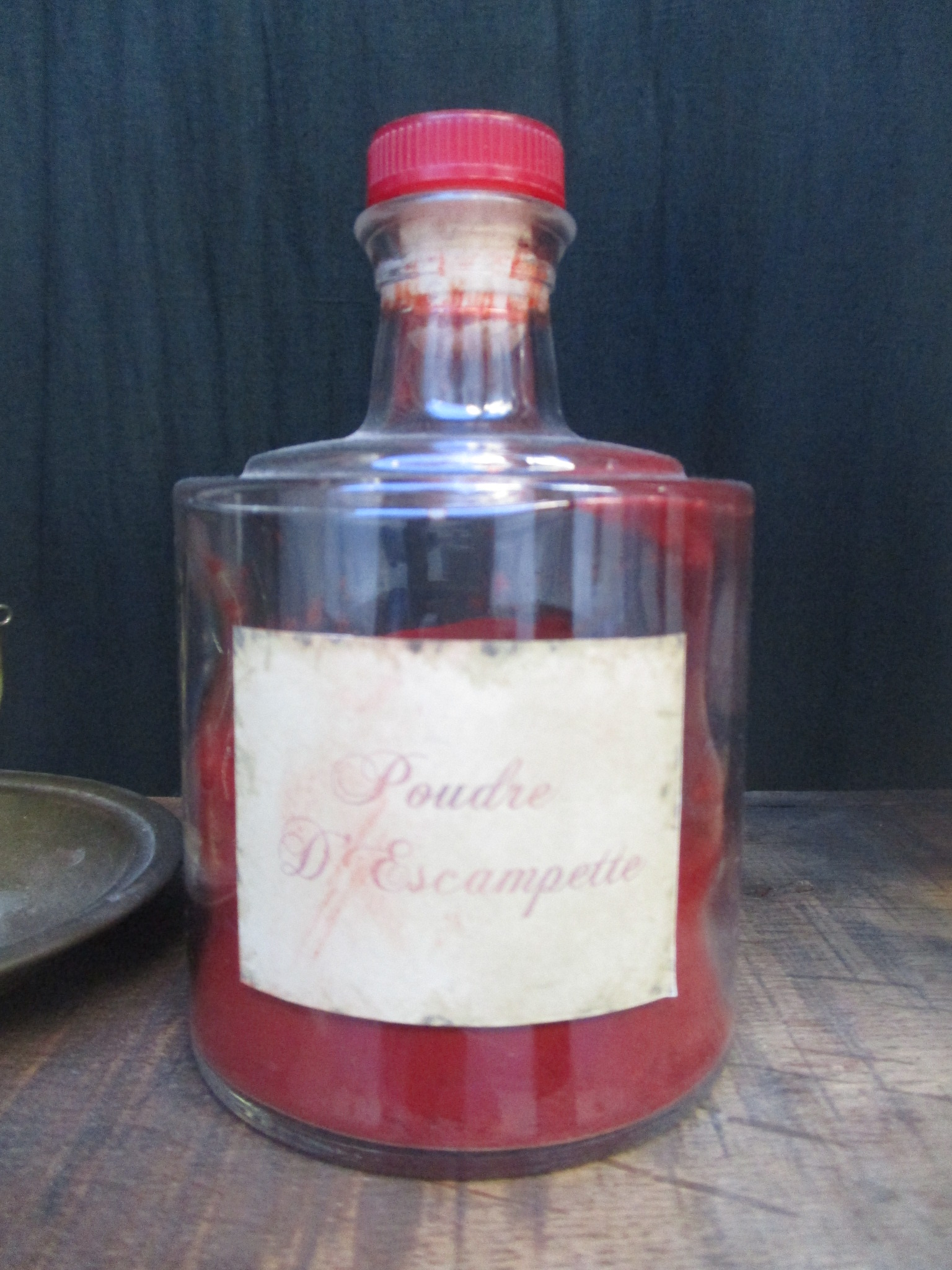
Poudre d'Ecampette
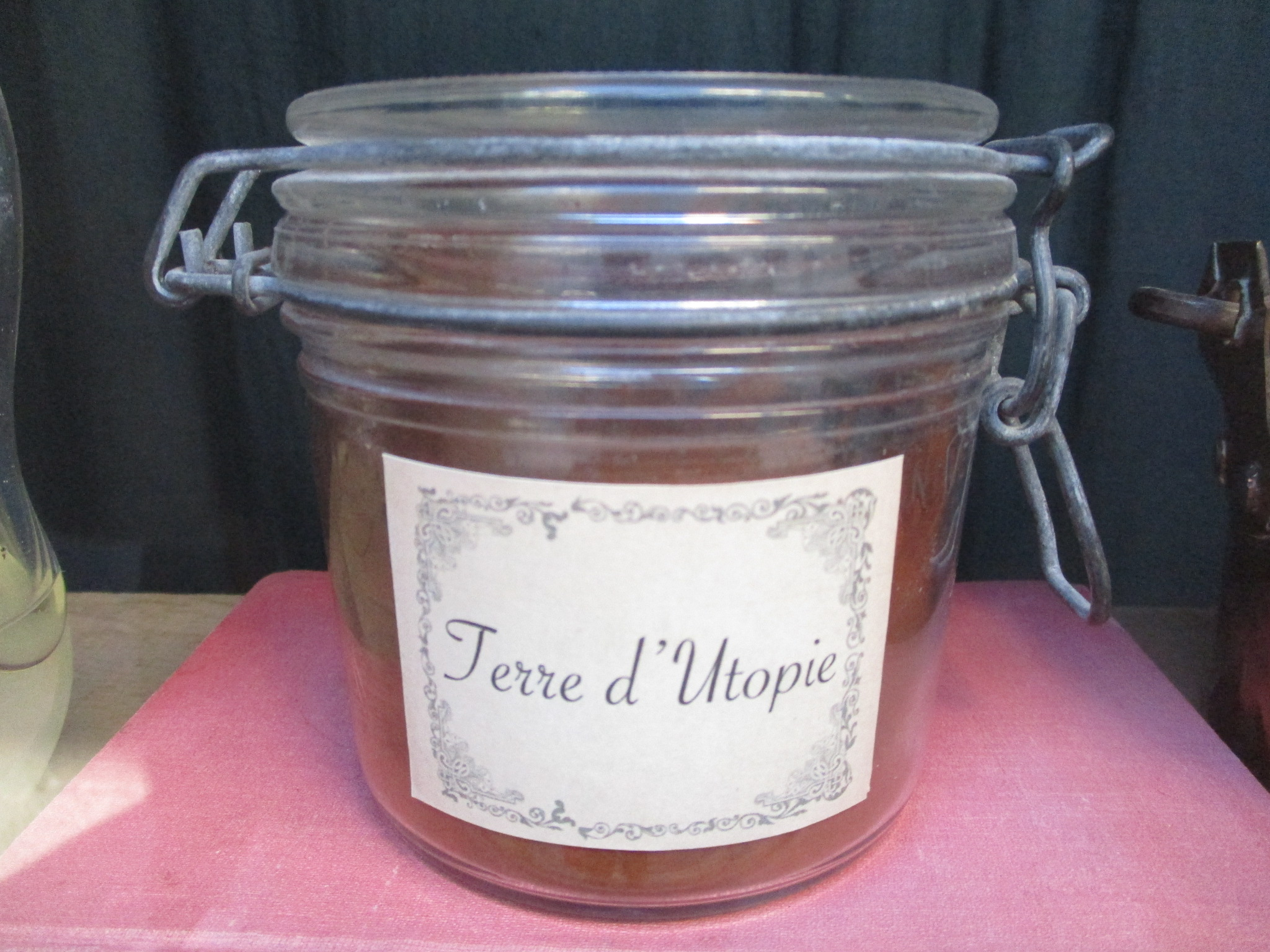
Terre d'Utopie